# San Filippo del Mela
San Filippo del Mela (Santu Filippu o San Fulippu in siciliano) è un comune italiano di 6 661 abitanti della città metropolitana di Messina in Sicilia.
Il territorio, nell'entroterra di Milazzo, è formato da ampie pianure alluvionali a nord e colline a sud. Quasi all'estremità meridionale del territorio comunale, su un ampio pianoro collinare, sorge il centro urbano. Si trova in collina anche la frazione di Cattafi, meta turistica, mentre in pianura sorgono Olivarella, il più grande centro abitato del comune, e Corriolo, quasi al confine con il comune di Milazzo; vicino al mare sorge invece la frazione di Archi, sede di un'importante zona industriale.

## Storia
I primi insediamenti, nell'attuale territorio comunale, in base ad alcuni reperti archeologici ritrovati, si fanno risalire all'epoca greco-romana. Si suppone infatti che ad Archi, alla foce del torrente Floripotema si trovasse il canale navigabile costituente l'imbocco del Nauloco, ampio bacino in grado di accogliere le 300 navi della flotta di Sesto Pompeo che il 3 settembre del 36 a.C. fu sconfitto dalla flotta di Ottaviano Augusto al largo di Milazzo.
Il conte normanno Ruggero I d'Altavilla vi fondò, in seguito ad un voto per una vittoria sugli Arabi un'abbazia, dedicandola a San Filippo d'Agira, e la affidò ai monaci basiliani; il toponimo è attestato per la prima volta in un documento di donazione del 1088. Il monastero fu dotato di diritti angarici e l'abate aveva diritto ad un seggio nel braccio ecclesiastico del parlamento siciliano. Nel 1094 il monastero di San Filippo, originariamente assegnato al vescovo di Messina, passò sotto la giurisdizione di quello di Patti e, nel 1206, alla prelatura nullius di Santa Lucia del Mela, costituita da Federico II di Svevia. Presso l'abbazia sorse un casale, le cui vicende continuarono ad essere legate alla storia di questa.
Nel 1355, Federico IV di Sicilia la riconobbe come "ente ecclesiastico di regio patronato" e la dotò di privilegi ed immunità. Data per rovinata nel 1542 in seguito ad un terremoto, fu parzialmente ricostruita alla fine del secolo ma subì nuovi gravissimi danni in seguito ad un nuovo terremoto del 1693. Dopo una visita di monsignor De Ciocchis del 1742 è descritta in rovina per la sua antichità e nella seconda metà dello stesso secolo venne sostituita dall'attuale duomo. L'ultimo abate fu Antonio Franco Basile, nominato nel 1857 da Ferdinando II di Borbone.
San Filippo, amministrativamente dipendente da sempre da Santa Lucia del Mela, ottenne l'autonomia comunale il 16 ottobre 1853. Il suo territorio fu teatro di gran parte degli scontri tra Borboni e Garibaldini (supportati questi in massa dai filippesi) nei giorni precedenti alla battaglia di Milazzo del 20 luglio 1860. Nel 1877, al toponimo fu aggiunto l'appellativo di "del Mela", dal nome del fiume che scorre a ovest del territorio comunale e che ne è in parte confine.
Nella seconda metà del '900 il paese ha conosciuto un notevole sviluppo economico, trainato dalla costruzione della centrale termoelettrica Enel (oggi A2A) nella frazione Archi marina (sei gruppi, due da 160 MW e quattro da 320 MW di cui due dismessi, per un totale di 960 MW attualmente in servizio).

### Simboli
Lo stemma comunale e il gonfalone sono stati concessi con decreto del presidente della Repubblica del 14 settembre 1984.
Il gonfalone è un drappo partito di rosso e di bianco.

## Monumenti e luoghi d'interesse

### Il Duomo
Gian Battista Vaccarini, l'architetto artefice della ricostruzione di Catania dopo il terremoto del 1693 e di numerose altre opere in Sicilia, fu abate dell'abbazia di San Filippo dal 1758 alla morte (1768): da lui venne probabilmente l'idea e forse anche l'originario progetto per la ricostruzione della chiesa abbaziale, perpendicolare a quella precedente, ormai in cattivo stato, e comunicante con quest'ultima utilizzando parte dell'antica abside.
La costruzione fu iniziata tra il 1760 e il 1768 e l'opera fu completata dal successore del Vaccarini, don Domenico Gargallo. La nuova chiesa venne dedicata ai santi Filippo e Giacomo. Tra il 1883 ed il 1887 fu realizzato il campanile e la chiesa venne ampliata con una nuova abside. L'attuale facciata neogotica, analoga a numerosi esempi simili in provincia, risale ai primi anni del XX secolo.
Il duomo custodisce, tra le opere più importanti, le statue lignee settecentesche di San Filippo d'Agira e della Madonna del Carmelo, patrona del paese. All'altare maggiore una grande tela, ancora del '700, che raffigura la Vergine col Bambino tra i santi Apostoli Filippo e Giacomo e un dipinto collocato sopra la porta della sacrestia ottocentesco raffigurante Il primato di Pietro.

### Chiesa di Sant'Antonio
La chiesa di Sant'Antonio, dalle origini bizantine ed un tempo dedicata a Santa Maria Odigitria, sita nel cuore del vecchio casale, custodisce un magnifico Ecce Homo in gesso e un'effigie antica della Madonna del Santo Rosario.

### Palazzo municipale
Lungo il corso Garibaldi sorge il vecchio palazzo municipale edificato alla fine dell'Ottocento in stile neoclassico, oggi destinato ad attività culturali. Il nuovo palazzo municipale (1996) sorge in via Crispi.

### Masseria fortificata del Belvedere

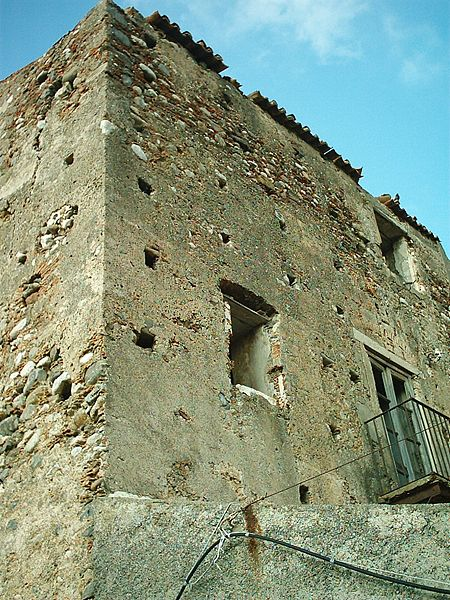
Scorcio del castello di Belvedere

Nella frazione di Olivarella sorge la masseria fortificata del Belvedere, sorta probabilmente nel XV secolo su un pianoro che sovrastava l'argine del Mela, a protezione dalle numerose piene del fiume (che oggi scorre a distanza per le modificazioni apportate al suo corso nel 1581). Altri borghi fortificati sorgono nei feudi vicini (Pancaldo, in territorio di Santa Lucia del Mela, Faraone, in territorio di Milazzo).
All'interno si ritrovano gli elementi caratteristici di questo tipo di insediamenti: la cinta muraria, il baglio, la torre di guardia, la casa del signore, gli alloggiamenti dei coloni, il pozzo e la piccola chiesa. Quest'ultima, antichissima, forse di origine bizantina, è intitolata alla Santissima Trinità: al suo interno una lapide ricorda il conte Giovan Battista Di Giovanni Ardoino, ultimo signore del feudo.
Qui fu sepolto mons. Antonio Ura, abate di S. Lucia dal 1732 al 1735, morto a Belvedere mentre
era in viaggio da Milazzo verso Santa Lucia.

### Nelle frazioni
- Archi: antica chiesa di Santa Maria della Catena o della Madonna dell'Arco (1625)
- Cattafi: vecchia chiesetta di Santa Maria dell'Addolorata
- Corriolo: chiesa del Sacro cuore di Gesù
- Olivarella: chiesa dedicata a Santa Maria Immacolata

## Società

### Evoluzione demografica
Abitanti censiti

### Etnie e minoranze straniere
Al 31 dicembre 2021 gli stranieri residenti nel comune erano 243, ovvero il 3,6% della popolazione. Di seguito sono riportati i gruppi più consistenti:
1. Albania 73
2. Marocco 63
3. Romania 52

### Tradizioni e folclore
La festa più importante, che culmina con la processione nel pomeriggio del 16 luglio, è quella della Madonna del Carmelo, patrona del comune.
La Settimana Santa è teatro della grande "Sacra rappresentazione della Passione di Cristo", curata dall'Associazione Teatrale "Le Nuove Immagini". Il Venerdì Santo, dalla solenne processione penitenziale che culmina con l'incontro tra i simulacri dell'Addolorata e dell’Ecce Homo, con la partecipazione della secentesca confraternita di "Gesù Ecce Homo - 'A Fratellanza" , i cui partecipanti indossano un tipico costume bianco, con cappuccio appuntito calato sul volto, e mantellina rossa. Quest'ultima manifestazione è curata dall'Associazione Culturale Università Popolare Comprensoriale Filippese.
Altra festa molto importante è quella di San Pio da Pietrelcina. Inizialmente si festeggiava presso l'oasi dedicata al Santo con una piccola festa di quartiere.
Negli anni, grazie al formarsi dell'associazione "Santo Pio Eventi e Tradizioni Filippesi" e
Dal 16 alanche  24 dicembre ha luogo, di fronte ad un'antica icona, addobbata in modo caratteristico, la tradizionale "Novena all'Addolorata", in cui i giovani musici del Corpo Bandistico "Amatori della Musica" dell'UPCF si esibiscono in un ricco repertorio di musica natalizia.
Il "carnevale cattafese", nella frazione di Cattafi, vede la sfilata di numerosi carri e mascherati, tra cui la tradizionale maschera degli scacciuni, che ricordano gli abitanti del vecchio casale di Cattafi i quali, nel '500, riuscirono a scacciare un'orda di pirati saraceni.
Dal 31 agosto al 2 settembre di ogni anno, ricorrono i festeggiamenti in onore del Beato Mons. Antonio Franco, presso lo spiazzo antistante l'icona sita nell'omonima via. Il tutto viene organizzato dall'associazione culturale "A sena", che mira a valorizzare le tradizioni della Valle del Mela.
Dal 1993, patrocinata dall'Amministrazione comunale, nei mesi estivi, si svolge la manifestazione culturale e sportiva denominata "Divertiamoci correndo" che vede la partecipazione di atleti e personaggi della cultura e dello spettacolo di fama nazionale.

## Amministrazione
Di seguito è presentata una tabella relativa alle amministrazioni che si sono succedute in questo comune.
| Periodo          | Periodo          | Primo cittadino     | Partito              | Carica  | Note   |
| ---------------- | ---------------- | ------------------- | -------------------- | ------- | ------ |
| 6 dicembre 1988  | 1º ottobre 1990  | Francesco Calderone | Democrazia Cristiana | Sindaco | [ 11 ] |
| 9 ottobre 1990   | 7 giugno 1993    | Luigi Aliprandi     | Democrazia Cristiana | Sindaco | [ 11 ] |
| 7 giugno 1993    | 1º dicembre 1997 | Francesco Calderone | -                    | Sindaco | [ 11 ] |
| 1º dicembre 1997 | 17 aprile 2000   | Giuseppe Anania     | lista civica         | Sindaco | [ 11 ] |
| 17 aprile 2000   | 27 maggio 2003   | Francesco Calderone | un.dem.              | Sindaco | [ 11 ] |
| 27 maggio 2003   | 17 giugno 2008   | Giuseppe Cocuzza    | lista civica         | Sindaco | [ 11 ] |
| 17 giugno 2008   | 8 luglio 2013    | Giuseppe Cocuzza    | lista civica         | Sindaco | [ 11 ] |
| 12 giugno 2013   | 10 giugno 2018   | Pasquale Aliprandi  |                      | Sindaco | [ 11 ] |
| 10 giugno 2018   | in carica        | Giovanni Pino       | lista civica         | Sindaco | [ 11 ] |

### Gemellaggi
- Castions di Strada
- San Giovanni di Medua

### Altre informazioni amministrative
Il comune di San Filippo del Mela fa parte delle seguenti organizzazioni sovracomunali: regione agraria n.9 (Colline litoranee di Milazzo).

## Sport
Vanto dei filippesi è la tradizione cestistica portata avanti da una delle più antiche società sportive di basket del meridione d'Italia: la "S.S. Peppino Cocuzza", fondata nel 1947. È anche molto praticato il calcio con alcune scuole calcio presenti nel territorio comunale.
La locale squadra di calcio denominata A.S.D. Olivarella, disputa il Campionato FIGC di 3ª Categoria Messina.
Nei mesi estivi si svolge la gara nazionale di corsa su strada iscritta la calendario Fidal e organizzata nell'ambito della "Divertiamoci correndo".